# Mercedes-Benz T1
Mercedes-Benz T1 − seria ciężkich samochodów dostawczych oraz lekkich ciężarowych produkowanych w latach 1977−95 przez koncern Mercedes-Benz w RFN, a następnie w Niemczech.

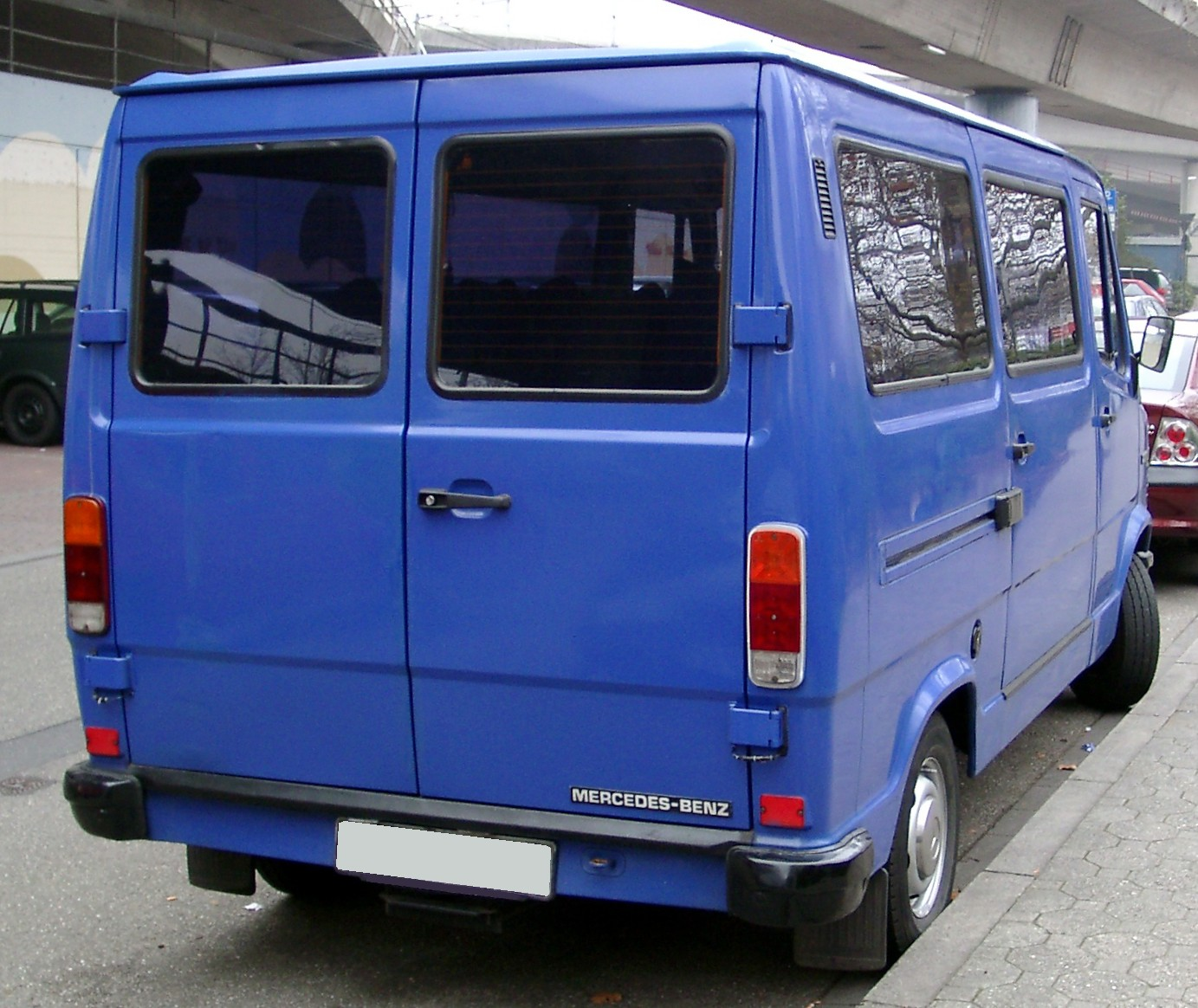
Tył T1

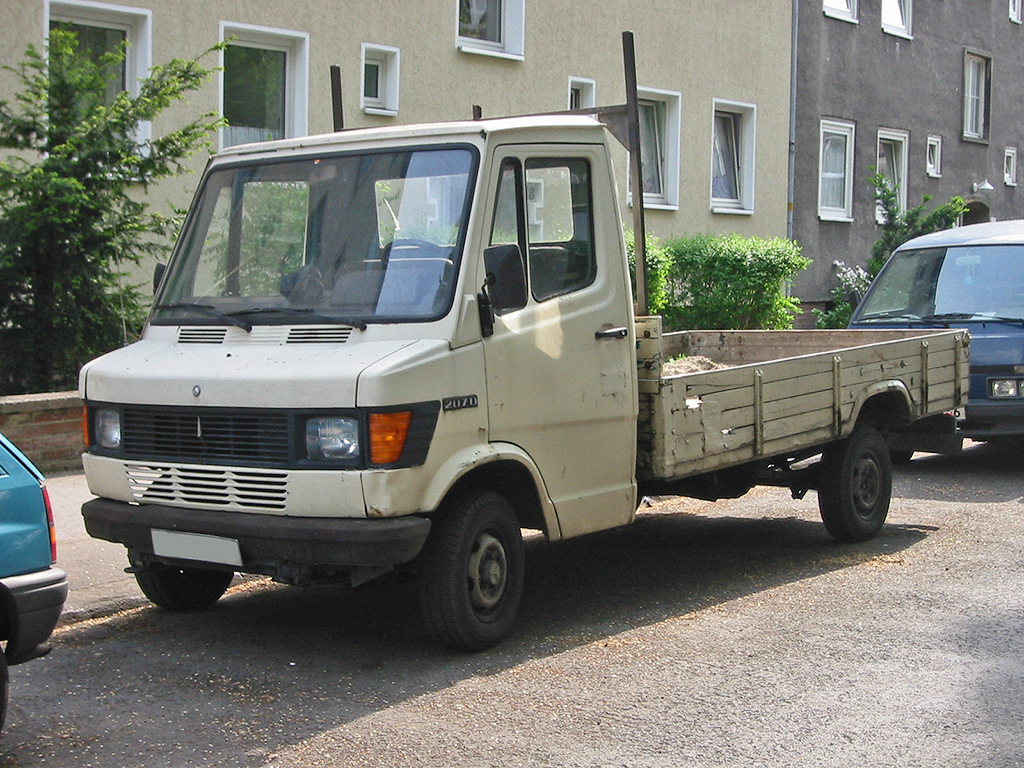
T1 skrzyniowy

Auto jest pierwszym samochodem dostawczym z dostępem do silnika w przedniej części. Od początku dostępne były dwie wersje silnikowe dostępne także w modelu W123 - silnik wysokoprężny OM 616 montowany w modelach 207D i 307D o pojemności 2.4 l i mocy 65 KM oraz silnik benzynowy M115 o pojemności 2.3 l i mocy 85 KM montowany w modelach 208 i 308. W 1981 roku wprowadzono pięciocylindrowy rzędowy silnik wysokoprężny o pojemności 2.9 l i mocy 88 KM. W 1982 roku zwiększono moc silnika Diesla 2.4 l z mocy 65 do 72 KM, a model oznaczono 407D. 
Bryłę nadwozia wykorzystano do projektu następcy T2 od miejsca produkcji zwanego Düsseldorferem, który zaprezentowano w 1986 roku w Rzymie. Po 10 latach pojawił się Vario, który do 2013 roku wykorzystywał ten projekt nadwozia z łatwym dostępem do silnika. Zupełnie nowe silniki pojawiły się w 1989 roku i były to 2.3 D o mocy 78 KM (stosowany później jako bazowa jednostka Sprintera do 2000 roku) oraz 2.9 D o mocy 95 KM. Nowa gama samochodów z silnikiem Diesla obejmowała więc, zgodnie z regułą nazewnictwa, modele od 208 D do 410 D.
Wersje z napędem na cztery koła nie były jeszcze oferowane w tym modelu (pojawiły się w Sprinterze, ale dopiero w 1998 roku), jednak produkowały je zewnętrzne firmy, jak Achleitner czy Iglhaut.